# Gränspolis

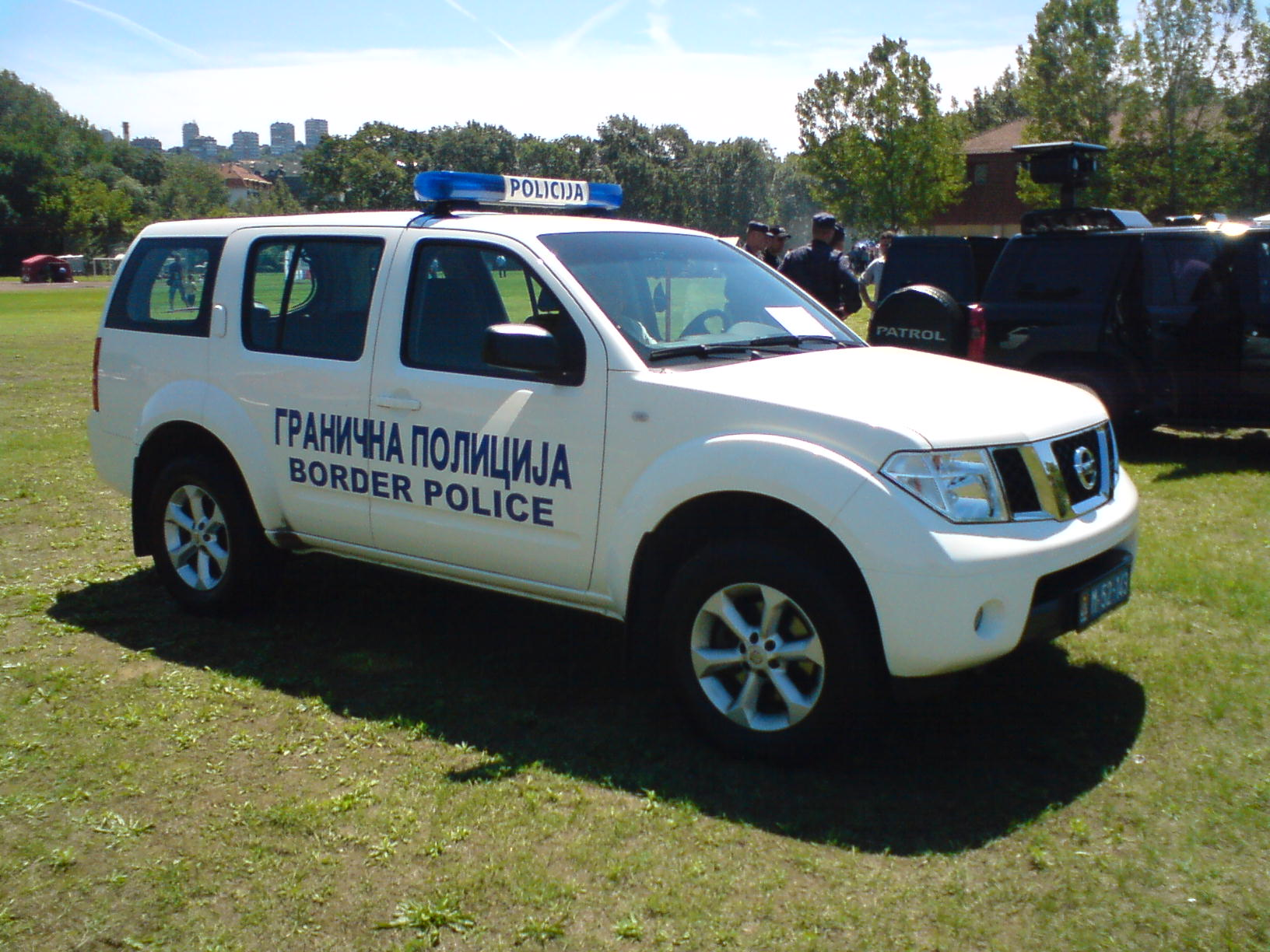
Fordon från den serbiska gränsbevakningen 2009.

Gränspolis är egna polismyndigheter eller i andra polismyndigheter inordnade polisiära enheter som bevakar en gräns mellan två stater. Får inte förväxlas med militära gränstrupper.